# Kujava
Kujava este un sat din comuna Danilovgrad, Muntenegru. Conform datelor de la recensământul din 2003, localitatea are 100 de locuitori (la recensământul din 1991 erau 103 locuitori).

## Demografie
În satul Kujava locuiesc 77 de persoane adulte, iar vârsta medie a populației este de 43,0 de ani (41,8 la bărbați și 44,3 la femei). În localitate sunt 38 de gospodării, iar numărul mediu de membri în gospodărie este de 2,63.
Populația localității este foarte eterogenă.
|  |

| Demografie | Demografie | Demografie |
| An         | Locuitori  | Locuitori  |
| ---------- | ---------- | ---------- |
|            |            |            |
|            |            |            |
|            |            |            |
|            |            |            |
| 1948       | 287        |            |
| 1953       | 285        |            |
| 1961       | 255        |            |
| 1971       | 186        |            |
| 1981       | 127        |            |
| 1991       | 103        | 99         |
| 2003       | 100        | 100        |

| \| Componența etnică conform recensământului din 2003[2] \| Componența etnică conform recensământului din 2003[2] \| Componența etnică conform recensământului din 2003[2] \| Componența etnică conform recensământului din 2003[2] \| Componența etnică conform recensământului din 2003[2] \| \| ----------------------------------------------------- \| ----------------------------------------------------- \| ----------------------------------------------------- \| ----------------------------------------------------- \| ----------------------------------------------------- \| \| \| \| \| \| \| \| Muntenegreni \| Muntenegreni \| \| 63 \| 63% \| \| Sârbi \| Sârbi \| \| 37 \| 37% \| \| necunoscută \| necunoscută \| \| 0 \| 0% \| |              |  |    |     |
| Componența etnică conform recensământului din 2003 |              |  |    |     |
| |              |  |    |     |
| Muntenegreni | Muntenegreni |  | 63 | 63% |
| Sârbi | Sârbi        |  | 37 | 37% |
| necunoscută | necunoscută  |  | 0  | 0%  |